# Epacta
L'epacta (del llatí epactae, -arum, i aquest del grec ἐπακταί ēmérai, 'dies intercalats') és:
1. el nombre de dies en què l'any solar excedeix el lunar comú de dotze llunacions.
2. el nombre de dies o edat que la lluna de desembre té el dia 1 de gener, comptats des de l'últim noviluni.
3. el nombre de dies transcorreguts des de l'última lluna nova (epacta lunar).

El coneixement de l'epacta permet calcular les dates en què es produeixen els novilunis d'un any i, per tant, la fase en què es troba la lluna en qualsevol data. En l'astronomia anglosaxona es distingeix entre epacta anual i epacta lunar.
L'epacta és el segon Cànon que va imposar la reforma del calendari gregorià: «No és res més que el nombre de dies que un any solar comú de 365 dies excedeix l'any lunar de 354 dies» (llatí: Epacta nihil aliud est quam numerus dierum quibus annus Solaris communis dierum 365 annum communem lunarem dierum 354 superat).
L'epacta s'utilitza per al càlcul de la Pasqua, que és el diumenge següent a la primera lluna plena després de l'equinocci de primavera.

## Altres significats
Epacta també té els següents significats:
- El llibret que cada any surt per al règim i ordre de la pregària diví, Recitandi oficii eclesiatici tabulae diurnae[3]
- Les festes que els atenesos celebraven en honor de la deessa Ceres i en commemoració de el dolor que experimentava perquè li va ser robada la seva filla Proserpina. Aquests actes se celebraven a la ciutat de Eleusis .

## Càlcul
El càlcul de l'epacta, el podem fer a partir de les fórmules de Gauss . NOTA: aquest mètode només és vàlid per al calendari gregorià, que es va implementar el 1582.
| 2016 | Març 27  |
| 2017 | Abril 16 |
| 2018 | Abril 1  |
| 2019 | Abril 21 |
| 2020 | Abril 12 |
| 2021 | Abril 4  |
| 2022 | Abril 17 |
| 2023 | Abril 9  |
| 2024 | Març 31  |
| 2025 | Abril 20 |

Definim 10 variables, "a", "b", "c", "k", "p", "q", "M", "N", "d" i "e". Anomenarem "A" a l'any de què volem calcular la Pasqua.
a és el residu de la divisió {\displaystyle {\frac {A}{19}}}
b és el residu de la divisió {\displaystyle {\frac {A}{4}}}
c és el residu de la divisió {\displaystyle {\frac {A}{7}}}
k és el quocient de la divisió {\displaystyle {\frac {A}{100}}}
p és el quocient de la divisió {\displaystyle {\frac {13+8k}{25}}}
q és el quocient de la divisió {\displaystyle {\frac {k}{4}}}
M és el residu de la divisió {\displaystyle {\frac {15-p+kq}{30}}}
N és el residu de la divisió {\displaystyle {\frac {4+kq}{7}}}
d és el residu de la divisió {\displaystyle {\frac {19a+M}{30}}}
i és el residu de la divisió {\displaystyle {\frac {2b+4c+6d+N}{7}}}
Si d + i <10, llavors la Pasqua caurà en el dia (d + e + 22) de març. En cas contrari (d + i> 9), caurà en el dia (d + e-9) d'abril.
Hi ha dues excepcions a tenir en compte:
- Si la data obtinguda és el 26 d'abril, llavors la Pasqua caurà al 19 d'abril.
- Si la data obtinguda és el 25 d'abril, amb d = 28, i = 6 ja> 10, llavors la Pasqua caurà al 18 d'abril.

### Exemple:
Per a això calcularem la variable "d", la restarem de 53 i finalment el dividirem entre 30 i ens quedarem amb la resta com epacta.
a = 2016/19 = resta febrer
k = 2016/100 = quocient 20
p = 13 + 8x20 = quocient juny
q = 20/4 = quocient maig
M = 15-6 + 20-5 / 30 = resta 24
d = 19x2 + 24/30 resta febrer
(53-2) / 30 = resta 21 -> Epacta
El que vol dir que l'1 de gener de 2016, la lluna estarà en el dia 21 de la seva fase des de l'última lluna nova. La epacta també se sol representar amb nombres romans, quedant XXI. Si la epacta resultés ser 0, es representa amb un asterisc (*).